# Banga Ilona
Banga Ilona, férjezett neve: Baló Józsefné (Hódmezővásárhely, 1906. február 3. – Budapest, 1998. március 11.) Kossuth-díjas biokémikus, a biológia tudományok doktora (1955). Szegeden Szent-Györgyi Albert munkatársa a C vitamin felfedezésében, majd Budapesten férje, Baló József érelmeszesedés-kutatásaiba kapcsolódott be. Nemzetközi hírű és jelentőségű tudós.

## Életpályája
Banga Sámuel (1881–1972) főgimnáziumi tornatanár és Berényi Mária Róza (1883–1967) gyermekeként született. A szegedi Ferenc József Tudományegyetem Természettudományi Karán folytatott tanulmányokat 1924 és 1929 között, közben két évig (1925–1927) a Bécsi Egyetemen tanult. 1929-ben védte meg egyetemi doktori disszertációját az új tropasav-származékok tárgykörben. 1931-től 1945-ig Szent-Györgyi Albert első számú munkatársa volt a szegedi Orvos-Vegytani Intézetben. 1940-ben habilitálták egyetemi magántanárrá Az enzymek kémiája témakörből. Szent-Györgyi Alberttel együtt írta tudományos közleményeit német, s főleg angol nyelven. A szükséges kísérleteket annyiszor ismételte meg, ahányszor csak kellett, s az egyes kísérletek lefolyása közti különbségeket egzakt módon megfigyelte, lejegyezte. A Szent-Györgyi vezette Orvos-Vegytani Intézetben nagy tiszteletnek és megbecsülésnek örvendett, nagy szaktudása mellett ehhez hozzájárult szerény egyénisége is. Tanulmányutakat tett az 1930-as években Bécsi Egyetem Orvosi Vegytani Intézetében (1932, 3 hó), a Nápolyi Egyetem Zoológiai Állomásán (1936, 3 hó), a Liège-i Egyetemen (1938, 6 hó), az Oxfordi Egyetem Biokémiai Intézetében (1939, 6 hó). Később az 1950-es években az érelmeszesedés kutatásaival összefüggésben a CIBA Foundation, Gerontológiai Kutatóintézetben, Bázelben járt tanulmányúton (1957, 6 hó). 
A C vitamin felfedezése után a Szent-Györgyi Albert vezette Orvos-Vegytani Intézet izomkutatással, azaz a kötőszöveti rostok és azok funkciójával foglalkozott, Banga Ilona is e kutatásokba kapcsolódott be. Majd a háború, s Szent-Györgyi politikai szerepvállalása és 1947-es emigrációja miatt e kutatások itt véget értek, 1945. január 1-jén Banga Ilona a budapesti Orvos-Vegytani Intézetbe (1945–1950) távozott, majd a budapesti I. sz. Korbonctani és Kísérleti Rákkutató Intézetben egyetemi docensi beosztásban és tanszék-csoportvezetőként megszervezte és irányította a Biokémiai Laboratóriumot (1952–1970). 1952-ben a biológiai tudományok kandidátusa, 1955-ben a biológiai tudományok doktora tudományos cím birtokosa. Férjével, Baló Józseffel úttörő eredményeket értek el az izomkontraktilis fehérjék felfedezése terén. Kimutatták a vérben az elasztázt és az elasztázinhibitort. Polarizációs optikai módszereket alkalmaztak a kötőszövet kutatásában. Banga Ilona 1970-ben vonult nyugalomba, de kutatói munkáját nem hagyta abba, nyugdíjas éveiben a Gerontológiai Intézet tanácsadójaként az öregedéstudománnyal foglalkozott, 100. évüket megért embereket vizsgált.

## Tudományos közleményei (válogatás)
- Über Atmungs-Cofennent und Adenylpyrophosphorsare. (A. Szent-Györgyivel) = Biochem Z. 1932.
- The large scale preparation of ascorbic acid from Hungarian pepper. (A. Szent-Györgyivel), Biochem. J. 1934.
- Pyruvate Oxydations system in brain. (Társszerzőkkel). Nature, 1939.
- Strukturproteine. (A. Szent-Györgyivel). Science 1940.
- Preparation and properties of myosin A and B. (A. Szent-Györgyivel). Studies Inst. Med. Chem. Univ. Szeged, 1941-42. (Vol. 1.)
- Nature of myosin (Társszerzőkkel) Nature, 1947.
- Elastase and elastase inhibitor (J. Balóval). Nature, 1949.
- Elastin and elastase. (J. Balóval) Nature, 1953.
- Contraction and relaxation of collagen fibres. (Társszerzőkkel) Nature, 1954.
- Elastomucoproteinase and collagenmucoproteinase the mucolytic enzymes of the pancreas (J. Balóval) Nature, 1956.
- Studies on the elastolytic activity of the serum (Társszerző w. Ardelt) Biochim. Biophys. Acta 1967.

## Kötete angol nyelven
- Structure and function of elastin and collagen. Budapest : Akadémiai Kiadó, 1966. 224 p.

## Kötetei magyar nyelven
- Új tropasav-származékok (doktori értekezés, Hódmezővásárhely, 1929)
- Elasztin és elasztáz az atherosclerosiskutatásban (Budapest, 1978)

## Tudományos tisztségei
- MTA Biokémiai Bizottság elnöke (1968-70);
- Deutsche Akademie der Naturforscher Leopoldina (Halle) tag (1962).

## Szerkesztőbizottsági tagságok

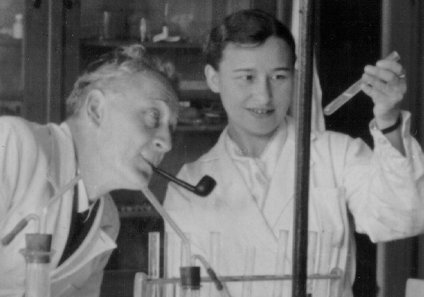
Szent-Györgyi Albert és Banga Ilona a laboratóriumban (1930-as évek)

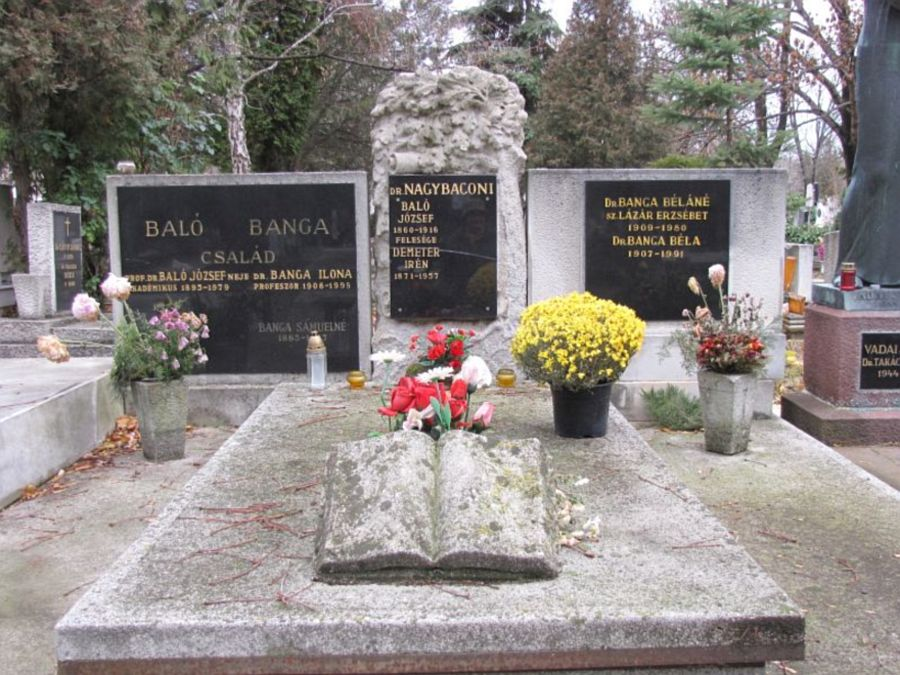
Sírja a Farkasréti temetőben (26/1-3. sírbolt).

- Excerpta Medica: Gerontology and Geriatries (1957–)
- Gerontologia (Basel) (1957–)
- Connective Tissue Resarch (1970–)

## Társasági tagság
- Magyar Élettani Társaság (1931–)
- Magyar Biokémiai Társaság (vezetőségi tag)
- Magyar Kémikusok Egyesülete Biokémiai Szakosztály (vezetőségi tag, 1955–)
- International Union of Biochemistry and Molecular Biology (IUBMB) (1955–)
- Biochemical Society (UK) (1958–)

## Díjai, elismerései (válogatás)
- Kossuth-díj II. fokozat (Baló Józseffel megosztva, 1955)
- A Magyar Biokémiai Társaság Hári Pál-emlékérme (1975)
- "Leopoldina" (Halle) jubileumi emlékérem (1977)
- A Magyar Patológusok Társasága 50 éves fennállásának jubileumi emlékérme (1982)
- A Magyar Patológusok Társasága Dr. Baló József-emlékérme (1983)
- Szent-Györgyi Albert-emlékérem (SZOTE, 1986)
- Kiváló munkáért (1986)

## Emlékezete
- 2024 óta nevét viseli a 635057 Bangailona kisbolygó.[9]